# A Good Day to Die Hard
A Good Day to Die Hard is een Amerikaanse-Britse-Hongaarse actiefilm geregisseerd door John Moore. De film is het vijfde deel van de serie Die Hard en ging 6 februari 2013 in Seoel in première.

## Verhaallijn
John McClane reist af naar Rusland om daar zijn zoon, Jack McClane, te helpen. Deze is betrokken geraakt bij de gevangenisuitbraak van een gevaarlijke Russische leider. Deze leider probeert vervolgens een staatsgreep te plegen, maar wordt daarbij tegengewerkt door de McClanes.

## Rolverdeling
| Acteur                  | Personage       |
| ----------------------- | --------------- |
| Bruce Willis            | John McClane    |
| Jai Courtney            | Jack McClane    |
| Sebastian Koch          | Yuri Komarov    |
| Joelia Snigir           | Irina Komarov   |
| Cole Hauser             | Collins         |
| Radivoje Bukvić         | Alik            |
| Mary Elizabeth Winstead | Lucy McClane    |
| Amaury Nolasco          | Murphy          |
| Sergey Kolesnikov       | Chagarin        |
| Roman Luknár            | Anton           |
| Aldis Hodge             | Foxy            |
| Megalyn Echikunwoke     | Verslaggeefster |

## Antagonist
Op 13 oktober 2011 kwam 20th Century Fox met het nieuws naar buiten dat hun eerste keus voor de antagonist Patrick Stewart is. Hij zou de rol van de Russische crimineel op zich moeten nemen die een staatsgreep wil plegen. Niet Stewart, maar de Duitser Sebastian Koch speelde de rol uiteindelijk in de film.